# America (альбом Thirty Seconds to Mars)
America — пятый студийный альбом американской рок-группы Thirty Seconds to Mars, выпущенный на лейбле Interscope 6 апреля 2018 года. Это первый альбом группы за пять лет с момента выхода альбома Love Lust Faith+ Dreams 2013 года, а также первый релиз на Interscope после ухода группы из Virgin.
Продюсированный фронтменом Джаредом Лето вместе с Yellow Claw, Zedd, Robopop и другими, альбом представляет собой резкий сдвиг в стиле от альтернативного рока к электро-поп звучанию. Он позиционируется как концептуальный альбом, используя такие темы, как политика, секс и слава.

## История создания
30 seconds to Mars представила свой четвертый студийный альбом «Love, Lust, Faith And Dreams» в мае 2013 года. Альбом, спродюсированный солистом Джаредом Лето и бывшим сотрудником Steve Lillywhite, отмеченный сменой музыкального направления группы с альтернативного рок-звучания, узнаваемый по «A Beautiful Lie» (2005) и «This Is War» (2009), к более экспериментальному и электро-ориентированному звуку. Группа разошлась с лейблом Virgin Records в 2014 году после бурных лет сотрудничества, и позже подписала контракт с лейблом Interscope
Группа начала подготовку новой музыки в ноябре 2015 года, с Лето, выявившим свое желание экспериментировать и исследовать новую музыкальную почву. Дополнительно, Лето начал работу над документальным фильмом «A Day In The Life Of America», который был воспринят как дополнительная часть к пятому альбому группы. Фильм включает отправленный пользователями отснятый материал 4 июля 2017 года, запечатлевший День Независимости в Соединенных Штатах, релиз фильма запланирован на 2018 год. Позже, группа согласилась на рекламный тур с Muse и PVRIS, который был одним из наиболее развивающихся Северно-Американских туров 2017 года, согласно ежегодному тур-чарту Pollstar.
Во время тура, 30 seconds to Mars представила «Walk On Water» как основной сингл из альбома. Критики отметили небольшой политический конец в тексте песни, воодушевленные избранием Дональда Трампа в качестве президента Соединенных Штатов. Песня заслужила группе MTV Europe Music Award, как лучшая альтернатива. Во время получения награды, Джаред Лето сделал ремарку об иммиграционном курсе Трампа, который он взял. «Мы — Американцы — страна эмигрантов — и мы просто хотим сказать, что мы рады приветствовать вас с распростертыми объятиями и сердцами, и мы любим вас».
22 Августа 2017 года Interscope представила «Walk On Water», как основной сингл, способствующий в то время не анонсированному пятому студийному альбому группы. Впервые в живую песня была сыграна 27 августа на MTV Video Music Awards 2017 вместе с Трэвисом Скоттом, как специально приглашенным гостем. Видеоклип на песню представлен на Vevo 8 ноября 2017 года, демонстрирующий отснятый материал из документального фильма «A Day In The Life Of America». «Walk On Water» была использована ESPN, как рекламная тема для ряда репортажей Футбольного сезона колледжей 2017 года. «Dangerous Night» была представлена как второй сингл из альбома 25 января 2018 года, после того, как была представлена на Zane Lower’s Radio Show Of Beats 1 в Лондоне. Группа впервые исполнила песню вживую в тот же день на The Late Show со Стэфаном Колбертом. Их выступление был отснято благодаря продвижению использования роботизированных камер, которые изменяли кадр в след за ритмом песни, и демонстрировали интерпретированного танцора.
Николас Райс из Billboard прокомментировал выступление группы, похвалив их видеозапись и назвав её «единственной в своем роде».
«America» была впервые анонсирована группой в феврале 2018 года, в рамках Северо-Американского пути Монолит Тура.
Билеты на тур, включая ранее анонсированный Европейский путь, были проданы с копией альбома, вручены во время его представления 6 апреля 2018 года. Предпродажа билетов была предложена людям, у которых альбом был предзаказан ранее 12 февраля. «Америка» была официально представлена группой и Interscope Records 22 марта 2018 года. Он был представлен с рекламной кампанией, демонстрировавшейся на биллбордах и плакатах, порождающую дизайн и стиль альбома. Биллборды были размещены на заметных местах, таких как Солнечный Бульвар в Лос Анджелесе, Нью-Йоркском Сити Тайм Сквер, и снаружи станции лондонского метрополитена. Прослушивание альбома состоялось 3 апреля в зале славы и музее рок-н-ролла в Кливленде.

## Обложка
Оформление и дизайн для альбома были сделаны Вилло Перроном и Джаредом Лето. Обложка альбома «America» имеет много составляющих, демонстрирующих список слов, которые отражают темы альбома, включают названия наиболее назначаемых наркотиков, именитые американские имена, названия наиболее известных торговых марок, популярных поз для секса, узнаваемые аббревиатуры организаций, наиболее опасные виды спорта, имена наиболее оплачиваемых Ютуберов и горячие темы. 30 seconds to Mars также выпустил обычный генератор обложки для альбома, позволяющий фанатам создать их собственный обычный список в формате обложки альбома «America». Лето объяснил: «для меня список — почти как временная капсула. Независимо от того, могут ли они удивлять, развлекать или провоцировать, но как группа, они дают нам ощущение культуры, частью которой мы являемся, и времени, в котором мы живём».

## Отзывы критиков
«America» получила противоречивые оценки музыкальных критиков. Многие отметили концептуальное исполнение альбома, в то время как другие верили, что его основная концепция не была полностью развита. Критики также обсуждали изменения стиля звучания группы. На сайте Metacritic альбом имеет в среднем 47 баллов из 100, основанных на 4 обзорах, указывающих «смешанные или средние обзоры». Neil Z. Yeung из «AllMusic» описал «America» как «смелое и рискованное движение» группы, назвав это как «обширное и противоречивое», как страна, в честь которой назван альбом. Katie Wattendorf, пишущая для «The Cavalier Daily», дала «America» положительный отзыв, восхвалив концепцию альбома и, назвав его «разным, как сама страна». Она прокомментировала, что альбом адресован недавней истории Соединенных Штатов, не просто «упоминанием политического климата или насилием, или технологическим захватом — а изложением решения в форме единства через различия, связи через разнообразие». Aneta Grulichova из журнала «The Music» присудила альбому четыре звезды из пяти и похвалила стилистические изменения группы, имея в виду, что запись объединила более мягкий звук так же, как элементы из техно.
Spin’s Al Shipley, который дал альбому смешанные отзывы, чувствовал, что энергия и громкость в стиле подписи группы были установлены с «в меру прирученными перекрученными и запрограммированными ударами и пугающими синтезаторами», несмотря на то, что он похвалил песню «Rider», описывая её как «редкий проблеск у 30 seconds to Mars, который желает разрушить надежды». Q и Kerrang! дали «America» смешанный отзыв, с прежним, назвав альбом «мало изысканным, самовлюбленным и вполовину не таким хорошим, как о нем думают», в то время, как позже назвали его «нечетным альбомом, единственным, который требует терпения для раскрытия». В обзоре с четырьмя с половиной звезд, Ethan Gerling написал, что альбом функционирует как «диалог о текущем положении Америки и её культуре», без резких политических высказываний, и похвалил музыкальное разнообразие, написав, что группа «разбогатела с их экспериментальной выработкой стиля» в альбоме.
Однако поклонники раннего творчества группы оценили альбом резко негативно, обвиняя группу в коммерциализации и уходе от рок-звучания. Так, например, на сайте Ultimate Guitar альбом имеет рейтинг 1.3 — худший по сравнению с остальными альбомами, среди пользовательских отзывов преобладают отрицательные.
| Оценки критиков    | Оценки критиков |
| Источник           | Оценка          |
| ------------------ | --------------- |
| AllMusic           | [ 4 ]           |
| Belfast Telegraph  | 8/10            |
| The Cavalier Daily | положительно    |
| Contactmusic       | [ 7 ]           |
| Kerrang!           | 2/5             |
| The Music          | [ 9 ]           |
| Q                  | [ 10 ]          |
| The Record         | 8/10            |
| The Reflector      | [ 11 ]          |
| Spin               | смешанно        |

## Список композиций
| №                   | Название                            | Автор(ы)                                       | Продюсер(ы)                 | Длительность |
| ------------------- | ----------------------------------- | ---------------------------------------------- | --------------------------- | ------------ |
| 1.                  | «Walk on Water»                     | Джаред Лето Шеннон Лето                        | Д. Лето                     | 3:05         |
| 2.                  | «Dangerous Night»                   | Д. Лето Стиви Айелло                           | Zedd Д. Лето                | 3:19         |
| 3.                  | «Rescue Me»                         | Д. Лето Грэхем Мурон                           | KillaGraham Д. Лето         | 3:37         |
| 4.                  | «One Track Mind» (feat. ASAP Rocky) | Д. Лето Раким Майерс Даниэль Омелио            | Robopop Д. Лето KillaGraham | 4:20         |
| 5.                  | «Monolith»                          | Д. Лето                                        | Д. Лето                     | 1:38         |
| 6.                  | «Love Is Madness» (feat. Холзи)     | Д. Лето Эшли Николетт Франджипани              | Д. Лето Джейми Шефман       | 3:54         |
| 7.                  | «Great Wide Open»                   | Д. Лето                                        | Д. Лето                     | 4:49         |
| 8.                  | «Hail to the Victor»                | Д. Лето Айелло Yellow Claw Том ван дер Брюгген | Д. Лето Yellow Claw         | 3:22         |
| 9.                  | «Dawn Will Rise»                    | Д. Лето                                        | Шефман Д. Лето              | 3:57         |
| 10.                 | «Remedy»                            | Ш. Лето Айелло                                 | Д. Лето                     | 3:17         |
| 11.                 | «Live Like a Dream»                 | Д. Лето                                        | Д. Лето                     | 4:06         |
| 12.                 | «Rider»                             | Д. Лето                                        | Томми Инглиш Д. Лето        | 2:58         |
| Общая длительность: | Общая длительность:                 | Общая длительность:                            | Общая длительность:         | 42:22        |

| №                   | Название                              | Автор(ы)            | Продюсер(ы)         | Длительность |
| ------------------- | ------------------------------------- | ------------------- | ------------------- | ------------ |
| 13.                 | «Walk on Water» (Acoustic)            | Д. Лето             | Д. Лето             | 3:08         |
| 14.                 | «Walk on Water» (R3hab Remix)         | Д. Лето             | Д. Лето             | 2:41         |
| 15.                 | «Dangerous Night» (Cheat Codes Remix) | Д. Лето Айелло      | Zedd Д. Лето        | 3:02         |
| Общая длительность: | Общая длительность:                   | Общая длительность: | Общая длительность: | 51:13        |

## Чарты
| Чарт (2018)                            | Высшая позиция |
| -------------------------------------- | -------------- |
| Австралия (ARIA)                       | 10             |
| Австрия (Ö3 Austria)                   | 1              |
| Бельгия/Фландрия (Ultratop)            | 6              |
| Бельгия/Валлония (Ultratop)            | 7              |
| Канада (Canadian Albums Chart)         | 3              |
| Czech Albums (ČNS IFPI)                | 4              |
| Нидерланды (Album Top 100)             | 14             |
| Финляндия (Suomen virallinen lista)    | 13             |
| Германия (Offizielle Top 100)          | 1              |
| Ирландия (IRMA)                        | 15             |
| Италия (Classifica album)              | 2              |
| Новая Зеландия (RMNZ)                  | 36             |
| Норвегия (VG-lista)                    | 20             |
| Польша (ZPAV)                          | 4              |
| Португалия (AFP)                       | 2              |
| Шотландия (Scottish Albums Chart)      | 4              |
| Slovak Albums (ČNS IFPI)               | 8              |
| Испания (PROMUSICAE)                   | 9              |
| Швеция (Sverigetopplistan)             | 24             |
| Швейцария (Schweizer Hitparade)        | 2              |
| Великобритания (UK Albums Chart)       | 4              |
| US Billboard 200                       | 2              |
| США (Billboard Top Alternative Albums) | 1              |
| США (Billboard Top Rock Albums)        | 1              |